# Stator pygidialis
Stator pygidialis är en skalbaggsart som först beskrevs av Schaeffer 1907.  Stator pygidialis ingår i släktet Stator och familjen bladbaggar. Inga underarter finns listade i Catalogue of Life.